# Карасук (река)
Карасу̀к е река в Азиатска Русия, Новосибирска област, в безотточната област между реките Об и Иртиш. Дължината ѝ е 531 km, която ѝ отрежда 182-ро място по дължина сред реките на Русия. Губи се сред безотточните езера в югозападната част на Новосибирска област.
Река Карасук води началото си от крайните източни, най-високи части на Барабинската равнина на 202 m н.в., на 21 km североизточно от село Покровское, Чулимски район на Новосибирска област. По цялото си протежение реката тече в югозападна посока в широка долина по условната граница между Барабинската равнина на север и Кулундинската равнина на юг. От извора до устието на реката по права линия са 290 km, а истинската дължина на реката е 531 km, което е в резултата на стотиците завои и меандри, които съпътстват течението ѝ. Губи се сред безотточните езера в югозападната част на Новосибирска област, в района на град Карасук, а при пълноводие достига до езерото Студеное, на 101 m н.в., разположено на около 40 km югозападно от града.
Водосборният басейн на Карасук обхваща площ от 11 300 до 18 250 km2. Във водосборния басейн на реката попадат части от териториите на Новосибирска област и Алтайски край. На север водосборния басейн на реката гранича с водосборния басейн на река Баган, а на юг – с водосборния басейн на река Бурла, които също са пресъхващи. При високи води при село Карасук-Казах чрез река Чуман водите на Карасук се съединяват с водите на река Бурла.
Река Карасук получава малко притоци, като най-голям е река Куря (ляв) 72 km, 157 km2.
По течението на реката са разположени: село Кочки и посьолок Красноозерское (районни центрове) и град Карасук.